# Troféu HQ Mix de relevância internacional
Relevância internacional é uma das categorias do Troféu HQ Mix, premiação brasileira dedicada aos quadrinhos que é realizada pela Associação dos Cartunistas do Brasil (ACB) e pelo Instituto do Memorial das Artes Gráficas do Brasil (IMAG) desde 1989.

## História
A categoria "Destaque internacional" foi criada na edição de 2010 para premiar os artistas brasileiros que têm trabalhos publicados originalmente no exterior. Os vencedores são escolhidos por votação entre profissionais da área (roteiristas, desenhistas, jornalistas, editores, pesquisadores etc.) a partir de uma lista de sete indicados elaborada pela comissão organizadora do evento.

## Vencedores e indicados
| Ano  | Artista(s)                      | Obra(s)                         | Outros indicados | Notas         |
| ---- | ------------------------------- | ------------------------------- | --- | ------------- |
| 2010 | Ivan Reis                       |                                 | - Mike Deodato - Renato Guedes - Greg Tocchini - Rod Reis - Rafael Albuquerque - Eddy Barrows | [ 2 ] [ 3 ]   |
| 2011 | Fábio Moon e Gabriel Bá         |                                 | - Ed Benes - Luke Ross - Mike Deodato - Rafael Albuquerque - Rafael Grampá - Wander Antunes | [ 4 ] [ 5 ]   |
| 2012 | Fábio Moon e Gabriel Bá         |                                 | - Ana Luiza Koehler - Ivan Reis - Mike Deodato - Rafael Albuquerque - Rafael Grampá - Ricardo Manhães | [ 6 ] [ 7 ]   |
| 2013 | André Diniz                     |                                 | - Cris Peter - Diógenes Neves - Ed Benes - Gabriel Bá - Rafael Albuquerque - Renato Arlem | [ 8 ] [ 9 ]   |

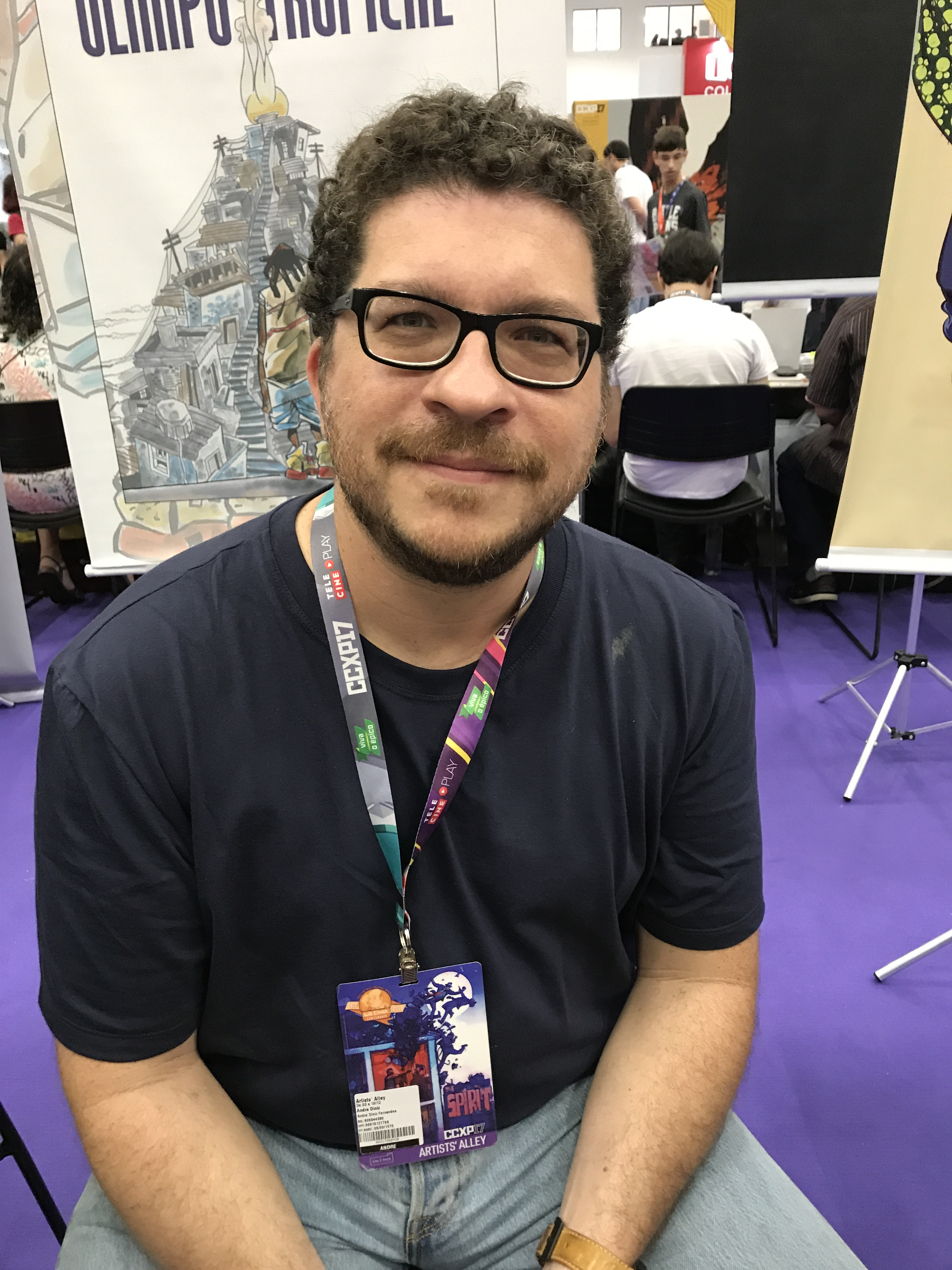
André Diniz venceu três vezes a categoria (2013, 2014 e 2015).

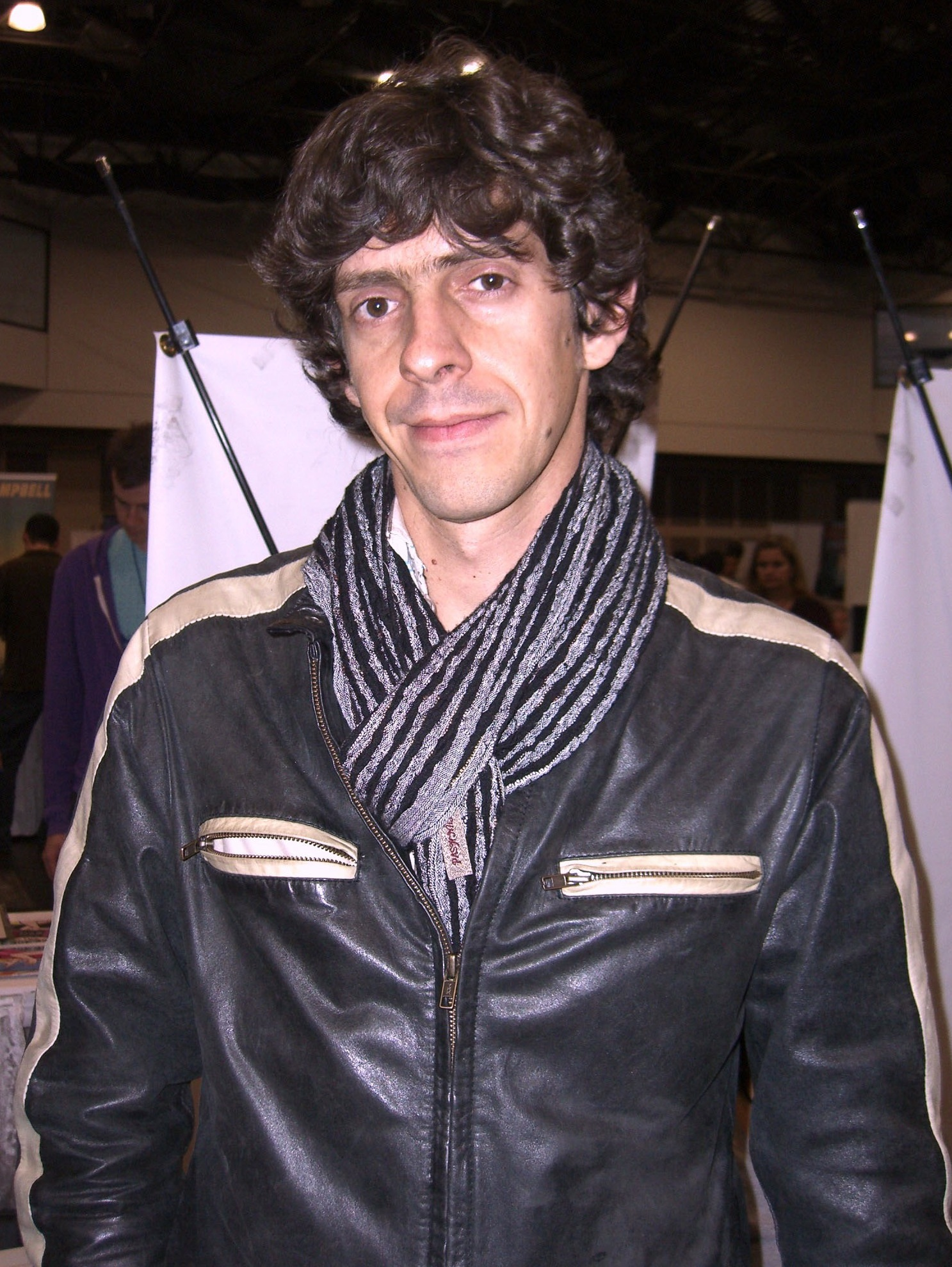
Fábio Moon venceu, ao lado de seu irmão, em 2011 e 2012.

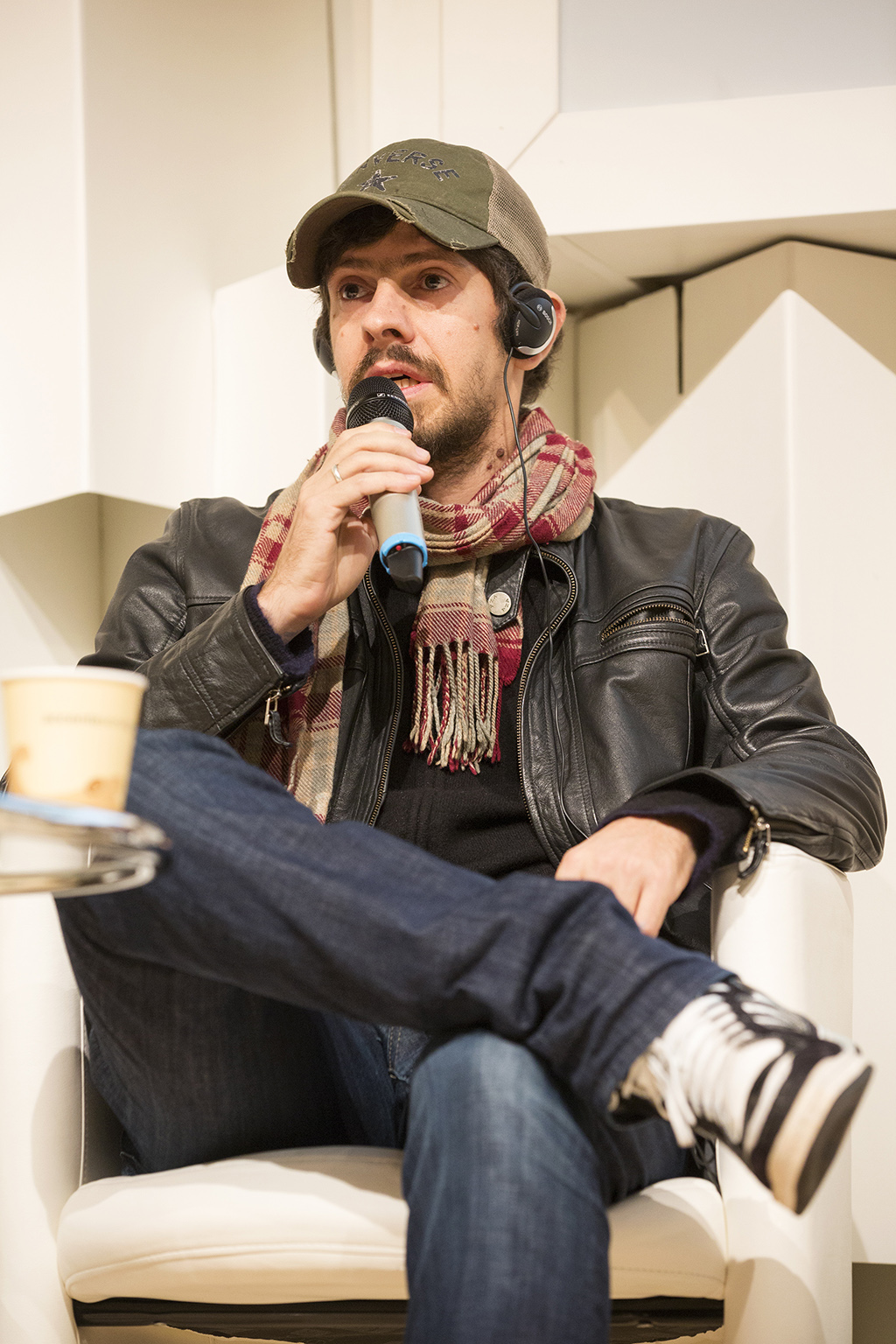
Gabriel Bá venceu, ao lado de seu irmão, em 2011 e 2012.

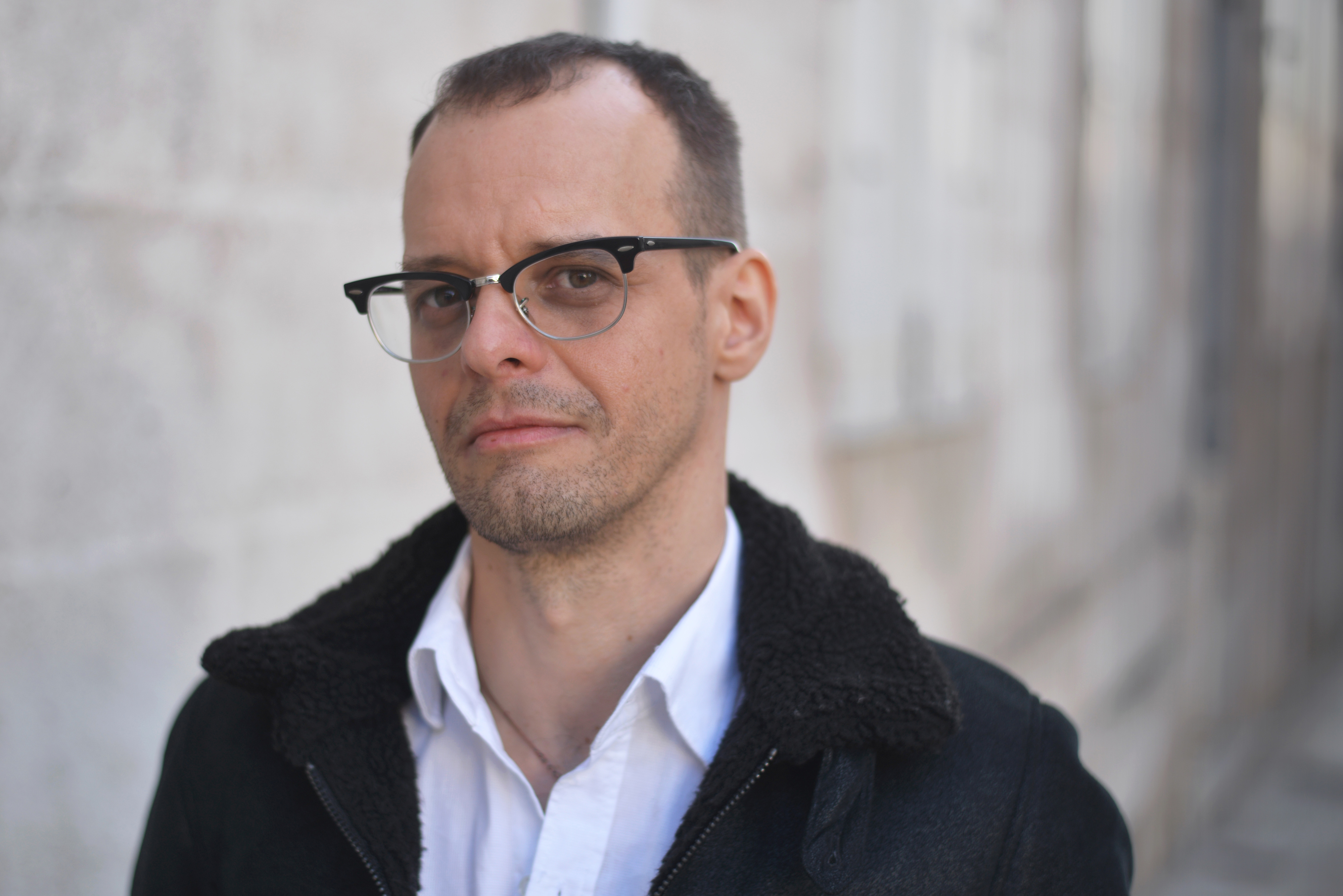
Marcello Quintanilha venceu em 2016, 2017 e 2022.

| 2014 | André Diniz                     | Duas Luas                       | - Cris Peter (Casanova, Hinterkind e Astronauta - Magnetar) - Danilo Beyruth (Astronauta - Magnetar) - Ivan Reis (Liga da Justiça) - Mike Deodato (Avengers e New Avengers) - Rafael Albuquerque (Vampiro Americano) - Rafael Grampá (Batman Black & White #2) | [ 10 ] [ 11 ] |
| 2015 | André Diniz                     | 7 Vidas                         | - Fábio Moon e Gabriel Bá (Casanova) - Greg Tocchini (Low) - Gustavo Duarte (Guardiões da Galáxia) - Ivan Reis (Aquaman e Multiversity) - Mike Deodato Jr. (Novos Vingadores) - Rafael Albuquerque (Vampiro Americano e Batman) | [ 12 ] [ 13 ] |
| 2016 | Marcello Quintanilha            | Tungstênio e Talco de vidro     | - Alcimar Frazão (O Diabo e Eu) – Editora Polvo - André Diniz e Tainan Rocha (Que Deus te Abandone) – Editora Polvo - Danilo Beyruth (Bando de dois) – Levoir – PORTUGAL - Fábio Moon e Gabriel Bá (Dois Irmãos) – Quadrinhos na Cia - Gustavo Duarte – DC - Lelis (Goela Negra) – CASTERMAN (Gueules noires) - Luke Ross (Hércules e Coleção Marvel Deluxe – Capitão América – A flecha do tempo) – PANINI - Marcelo D'Salete (Cumbe) – Editora Polvo - Rafael Albuquerque (Huck/Vampiro Americano) – Image Comics/PANINI | [ 14 ] [ 15 ] |
| 2017 | Marcello Quintanilha            |                                 | Eleito pela comissão e pelo júri especial | [ 16 ]        |
| 2018 | Marcelo D'Salete                |                                 | Eleito pela comissão e pelo júri especial | [ 17 ]        |
| 2019 | Marcelo D'Salete                | Cumbe                           | - Carolina, de Sirlene Barbosa e João Pinheiro - Huck, de Rafael Albuquerque (arte) - Luzes de Niterói, de Marcello Quintanilha - Roly Poly: A história de Phanta, de Daniel Semanas - Superman, de Ivan Reis (arte) | [ 18 ] [ 19 ] |
| 2020 | Sirlene Barbosa e João Pinheiro | Sirlene Barbosa e João Pinheiro | Eleito pela comissão organizadora | [ 20 ] [ 21 ] |
| 2021 | Bilquis Evely                   | Bilquis Evely                   | Eleito pela comissão organizadora | [ 22 ] [ 23 ] |
| 2022 | Marcello Quintanilha            | Marcello Quintanilha            | Eleito pela comissão organizadora | [ 24 ] [ 25 ] |
| 2023 | Ricardo Leite                   | Ricardo Leite                   | Eleito pela comissão organizadora | [ 26 ] [ 27 ] |